# Frontpage (magazine)
 (avril 2018).
Pour les articles homonymes, voir Frontpage (homonymie).
Frontpage est un magazine allemand spécialisé sur le thème de la musique électronique et la culture techno. Depuis sa création au début des années 1990 jusqu'à sa disparition en 1997, Frontpage fut le média le plus influent de la scène techno allemande. 

## Histoire
Frontpage paraît pour la première fois en mai 1989, 5 000 exemplaires d'un fanzine de huit pages en noir et blanc distribués à la sortie de la discothèque Dorian Gray (en), dans l'aéroport de Francfort. La boîte de nuit est à cette époque tenue par Technoclub (de), première société événementielle d'Allemagne à organiser des soirées exclusivement consacrées à la musique techno.
Le magazine est fondé par Jürgen Laarmann (de) (JL) et Stefan Weil. Pendant que Jürgen Laarmann trouve le nom et Stefan Weil dessine le logo, le DJ et producteur Andreas Tomalla, alias Talla 2XLC (de), écrit le premier article. En juillet 1989, Armin Johnert devient rédacteur en chef, et le tirage, à l'occasion des cinq ans de Technoclub, atteint 10 000 exemplaires. Entre février et août 1990, Frontpage paraît en supplément du magazine musical Network Press (de), et comme édition spéciale pour promouvoir Technoclub. Jürgen Laarmann est à cette occasion corédacteur en chef avec Armin Johnert.
Dès lors, Frontpage connaît une période d'incertitude rédactionnelle entre deux partis. D'un côté, JL souhaite mettre l'accent sur la scène techno-house de Berlin, alors que les membres de Technoclub, comme Armin Johnert, qui ne veulent pas se focaliser sur les scènes émergentes, mais écrire davantage sur l'electronic body music, la synthpop et l'electrowave (de). Pour cette divergence, Technoclub abandonne Frontpage en avril 1992, et fonde à la place le magazine New Life Soundmagazine (de).
Jürgen Laarmann saisit sa chance et recentre la rédaction de Frontpage de Francfort à Berlin. Grâce aux éditeurs de la Waldemarstraße, à Berlin-Kreuzberg, sous l'enseigne « T.N.G. (The Next Generation) », Frontpage déploie son excentricité (en) pendant les années suivantes, au travers d'une approche peu conventionnelle et très colorée des différents sujets qu'il traite au fil des numéros. En août 1992, la rédaction déménage au 81 de la Großbeerenstraße, toujours à Berlin-Kreuzberg, puis un an plus tard au 41 de la Kaiser-Friedrich-Straße, et enfin en mai 1994 au 7b/c de la Tauentzienstraße (en), une des principales artères commerciales de la capitale de l'Allemagne réunifiée. 
Frontpage devient un acteur majeur du milieu allemand de la techno, du fait de ses collaborations avec le label Low Spirit (en), avec les festivals Love Parade et Mayday, ou encore les événements comme Camel Airrave ou les croisières festives Rave & Cruise.
Au milieu des années 1990, le magazine fait environ 80 pages. On y trouve parfois le supplément Sense, magazine de style vestimentaire parlant de mode club et de streetwear. Jusqu'à fin 1995, Frontpage reste gratuit, distribué à la sortie des boîtes techno (de), chez les disquaires et dans les boutiques de mode. Mais Jürgen Laarmann, après avoir fondé fin 1994 la maison d'édition Technomedia Verlags GmbH, fixe un prix de vente à 5 DM chez les marchands de journaux. En 1996, le magazine atteint 140 pages et sont tirage atteint 70 000 exemplaires.
Dès le milieu des années 1990, Laarman considère Internet comme un nouveau média pour ses publications. En 1995, il fonde pour Frontpage le domaine techno.de, qui devient un des sites internets les plus connus, bien qu'il ait changé à plusieurs reprises de propriétaire.
Après que le contrat de sponsoring avec RJ Reynolds Tobacco Company est arrivé à échéance au 31 décembre 1996, Frontpage n'est pas parvenu à trouver de nouveau contrat publicitaire suffisamment important pour rester à flot. Devant les difficultés financières, le dernier numéro paraît en avril 1997. Une tentative de ranimer le magazine sous forme pdf est faite, mais celle-ci reste un échec.
Une partie de l'ancienne rédaction de Frontpage, rassemblée autour de Sascha Kösch (de), crée en 1997 le « journal des aspects électroniques de la vie », Buzz, qui devient ensuite De:Bug (de), et qui paraîtra jusqu'en mars 2014. Le critique musical Riley Reinhold (de) avait également fait partie des équipes rédactionnelles successives de Frontpage et de De:Bug.
Dans les années 2000, Jürgen Laarmann tente à nouveau de ranimer le magazine. Durant l'été 2001, JL Frontpage sort au format gratuit, édité par Zeitbank Medien + Verlag GmbH, ancien éditeur du magazine Flyer.  Le design est plus sobre, le sous-titre est Berlin 2001 - FuckSexLove, et le magazine présente des comptes-rendus de la Love Parade, de la Fuckparade et du « Carneval Erotica » organisé par le Kitkatclub. Quelques numéros sont sortis, sans toutefois retrouver le succès du passé.

### Contenu

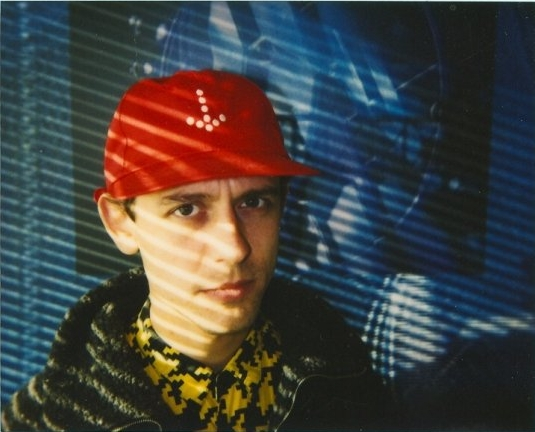
, directeur artistique de Frontpage.

Le parti éditorial de Frontpage repose notamment sur les choix très particuliers en matière de typographie et de mise en page. Cette identité graphique particulière est en particulier le fait d'Alexander Branczyk (de), responsable graphique à partir de mi-1992 ; inspiré par les fanzines punk il crée en permanence de nouvelles polices de caractère pour chaque parution. Selon Stefan Weil, chaque numéro de Frontpage est une « rave imprimée » traduisant une « extase graphique ».
Comme d'autres magazines comme Raveline (de) ou Groove (de) qui sont alors à la pointe en matière de musique techno, Frontpage présente des articles sur les icônes montantes de cette nouvelle scène — Westbam, Aphex Twin, Moby, Joey Beltram — ou sur les innovations musicales — trance, gabber — mais se concentre par la suite sur la culture techno et les domaines associés, ses fêtes et ses lieux. La une du magazine ne présente pas les artistes en vogue de l'époque, mais seulement des photos couleurs de raveurs.
Les articles et les comptes-rendus de soirées, rédigés par les chroniqueuses Octopussies, Angel, Joy et Pain, étaient caractéristiques du stéréotype de la raveuse décalée et toujours à la recherche de sensations fortes. Différents correspondants locaux contribuent au journal en proposant des articles relatifs aux soirées et aux artistes en régions. De nombreuses pages de Frontpage étaient également consacrées aux critiques des sorties musicales.
Le magazine était financé principalement par la publicité d'entreprises de la scène techno comme des labels discographiques ou des marques de mode, des fabricants de boissons énergétiques, l'impression de flyers pour des soirées, des annonces de disquaires et de transporteurs.

### Générations

Logos de différentes générations de Frontpage.

Initialement, Frontpage est conçu conjointement par une équipe rassemblant notamment l'éditeur Jaques Bagios et Jürgen Laarmann. Après le changement d'éditeur, la conception du magazine intègre pratiquement chaque année un nouveau sous-titre, un nouveau logo et une mise en page modifiée ; ceci permet d'identifier différentes « générations » de Frontpage. Le directeur artistique Alexander Branczyk, venu de l'agence de communication « xplicit ffm », crée le premier style du magazine en 1992. Les différentes parutions de Frontpage s'intitulent :
- 1989–1990 : Frontpage – The Technozine – „Creating New Frontiers for Sound Exploration“
- 1990–1991 : Frontpage – „Germany's Leading Mag for Techno, Wave & Rave“
- 1991–1992 : Frontpage – Forcing the Future
- 1992–1993 : Frontpage – 2.xx The Next Generation
- 1993–1994 : Frontpage – 3.xx The Frontpage A.G.E
- 1994–1995 : Frontpage – 4.xx Higher Reality
- 1995–1996 : Frontpage – 5.xx Our Techno World
- 1996–1997 : Frontpage – 6.xx Fun. Fun. Fun

### Camel Silverpage
à partir d'avril 1994, Frontpage, en association avec son sponsor RJ Reynolds Tobacco Company et l'agence de communication « xplicit ffm », publie la Camel Silverpage, avec pour slogan « Camel The Move - The Ultimate House and Techno Guide » ; ce supplément constitue un calendrier des fêtes et soirées les plus importantes pour le mois à venir, à l’échelle nationale. Ce carnet est soit imprimé directement dans Frontpage, soit à part, distribué alors sous forme de tract. D'abord au format leporello, il prend par la suite le format A4. Il paraît jusqu'en décembre 1996, alors qu'il tirait à 150 000 exemplaires. Le rédacteur en chef de ce carnet était Stefan Schwanke, le rédacteur en chef du magazine berlinois 1000 Clubzine (de).

## Critiques
Jürgen Laarmann a fréquemment été accusé de manquer d'indépendance dans ses articles et ses comptes-rendus, de faire une publicité appuyée pour certains de ses sponsors directs ou indirects et de « disser » les autres.
Par ailleurs, en forgeant le vocable Raving Society (de) avec d'autres militants de la scène techno comme Westbam, il tenta de prendre le contrôle de la scène techno. Seuls les événements et projets marqués de ce sceau étaient censés représenter ce qu'il y avait de plus important et représentatif de la culture techno. Cette tentative de mainmise économique sur le milieu fut fortement critiquée.
Enfin, plus prosaïquement, la mise en page inhabituelle de Frontpage en fit parfois une publication décriée, tout simplement parce que peu lisible.

## À côté du magazine

### Événements
Frontpage a été l'organisateur direct de plusieurs événements partout en Allemagne. En août 1993 commence une première tournée, intitulée « The Land of Rave and Glory », dont les dix dates rassemblent environ 12 000 spectateurs. Suit à partir de février 1994 la tournée « The Motoguzzzzi », dont les vingt-cinq dates réunissent 20 000 participants ; cette tournée aboutit également à la sortie d'une compilation. En août 1995, Laarman fonde « Frontpage Events », société spécifique pour cette activité. En novembre 1995, une nouvelle tournée commence, le « High-Five-Tour », rassemble 20 000 spectateurs en quatorze dates. Le 25 novembre 1994, Frontpage organise une soirée à l'E-Werk pour fêter les cinq ans du magazin ; une seconde soirée de partenariat est organisée en février 1994 au Dorian Gray (en) de Francfort, tenu par Technoclub (de) ; une troisième et dernière est organisée sous le titre Natural Born Ravers.

### Compilations
Entre 1992 et 1995, Frontpage s'associe à la publication de plusieurs compilations de musique rave.
- 1992 : Frontpage – Forcing The Future Compilation Vol. 1 (Polydor)
- 1993 : Frontpage – Forcing The Future Compilation Vol. 2 (Urban Records (en))
- 1994 : Motoguzzi – Frontpage Compilation Vol. III (Urban)
- 1994 : Frontpage Compilation Vol. 4 – Higher Techno (Virgin)
- 1995 : Nu Rave Vol. 1.00 (Dance Pool)
- 1995 : Nu Rave Vol. 2.00 Total Confusion (Dance Pool)